# Technomyrmex zimmeri
Technomyrmex zimmeri är en myrart som först beskrevs av Auguste-Henri Forel 1911.  Technomyrmex zimmeri ingår i släktet Technomyrmex och familjen myror.

## Underarter
Arten delas in i följande underarter:
- T. z. okiavoensis
- T. z. zimmeri